# لا مزيد من الموت
لا مزيد من الموت هي رواية للكاتبة البريطانية روث رندل. نشرت لأول مرة في عام 1971، وهو العنوان السادس لسلسلة المفتش ويكسفورد الشهيرة. أدرجت جمعية بائعي الكتب الغامضة المستقلة الكتاب كواحد من أفضل 100 رواية جريمة في القرن.

## الشخصيات
1. مايكل بوردن، مفتش شرطة كينغسماركهام.
2. أبناء بيردن، بات وجون متقاربين جدًا في العمر.
3. غريس وودفيل، الأخت غير المتزوجة لزوجة بوردن الراحلة؛ تعتني بالمنزل والأطفال.
4. ريجنالد ويكسفورد، كبير مفتشي شرطة كينغسماركام.
5. كامب، مارتن، لورينج، ضباط الشرطة.
6. هاري وايلد صحفى من المملكة المتحدة.
7. الدكتور كروكر، صديق ويكسفورد، طبيب شرعي.
8. جون لورانس، مفقود وبالغ من العمر خمس سنوات.
9. جيما لورانس، والدة جون الصغير. مطلقة من ماثيو لورانس الذي هجرها من أجل راقصة أكبر سناً: ليوني ويست.
10. ستيلا ريفرز، البالغة من العمر 12 عامًا، مفقودة منذ ثمانية أشهر: وهي معروفة في المنطقة المحيطة باسم ستيلا سوان.
11. روزاليند سوان، والدة ستيلا، مطلقة، وتزوجت مرة أخرى من إيفور سوان.
12. إيفور سوان، زوج أم ستيلا.
13. بيتر ريفرز، والد ستيلا، انتقل ولم تراه ابنته أبدًا.
14. بريدغيت سكوت، فتاة صغيرة أخرى، ماتت منذ سنوات.
15. رالف سكوت، إينا سكوت، والد ووالدة بريدغيت.
16. القرد وكازاوبون، أسماء مستعارة لاثنين من المجرمين.
17. مارغريت فين، مدربة ركوب الخيل.